# Raed Salem

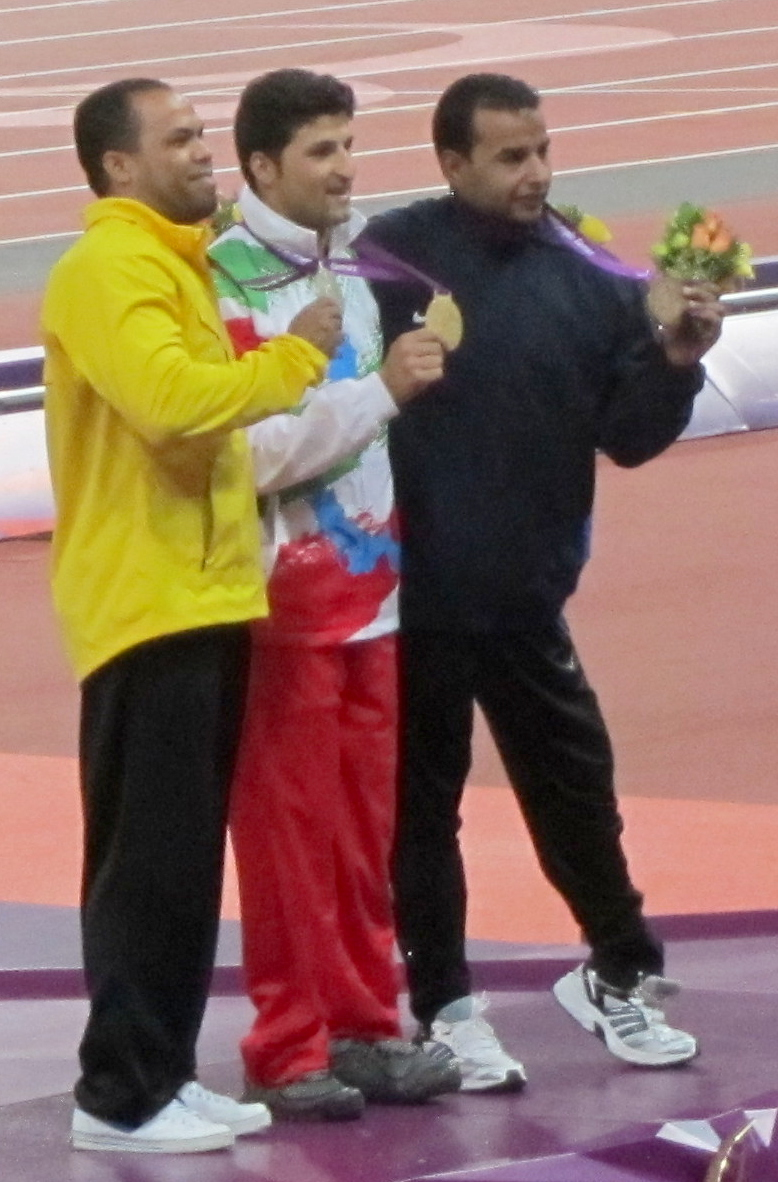
Oro: Mohammad Khalvandi (Irán); Plata: Batista dos Santos (Brasil); Bronce: Raed Salem (Egipto)

Raed Salem (16 de mayo de 1982) es un deportista egipcio que compitió en atletismo adaptado. Ganó una medalla de bronce en los Juegos Paralímpicos de Londres 2012 en la prueba de lanzamiento de jabalina (clase F57/58).

## Palmarés internacional
| Juegos Paralímpicos | Juegos Paralímpicos   | Juegos Paralímpicos | Juegos Paralímpicos |
| Año                 | Lugar                 | Medalla             | Prueba              |
| ------------------- | --------------------- | ------------------- | ------------------- |
| 2012                | Londres (Reino Unido) | Medalla de bronce   | Jabalina F57/58     |